# André Corrêa
André Gustavo Pereira Corrêa da Silva (Rio de Janeiro, 2 de janeiro de 1964) é um administrador de empresas e político brasileiro, filiado ao Progressistas.
É deputado estadual do Rio de Janeiro, em seu sétimo mandato. Ocupou os cargos de secretário de Estado do Ambiente e presidente do Comitê para Integração da Bacia Hidrográfica do Rio Paraíba do Sul (Ceivap).
Em 2019, foi acusado de corrupção, formação de quadrilha e outros crimes. Em 2024, foi absolvido das acusações.

## Biografia
Formado em administração de empresas pela PUC e mestre em Administração Pública pela FGV.
Iniciou sua carreira política em 1992, como vereador pelo município de Valença, sul do estado do Rio de Janeiro. Foi candidato a prefeito de Valença, em 1996 e ficou em segundo lugar. Elegeu-se deputado estadual pela primeira vez em 1998, sendo reeleito nas seis eleições seguintes. Foi ainda Secretário de Estado do Meio Ambiente e do Desenvolvimento Sustentável, entre 1999 e 2002 e Secretário de Estado do Ambiente, entre 2015 e 2016. Oficial de Marinha da Reserva, André Corrêa foi aluno da Escola Naval e atuou como chefe de divisão na Marinha do Brasil.
Exerceu os cargos de gerente de Relações Externas e Desenvolvimento do Grupo Brascan, gerente de Políticas Públicas do Sebrae/RJ e membro do Conselho Empresarial do Meio Ambiente da Associação Comercial do Rio de Janeiro.

## Carreira política

### Deputado estadual
Em 2010, foi autor da lei que torna obrigatória a comunicação dos casos de bullying ao Conselho Tutelar e à Polícia.
Foi membro da CPI das Milícias, presidida pelo deputado Marcelo Freixo, e relator da CPI da Venda de Sentenças Judiciais.
Em 2010, foi reeleito para seu quarto mandato consecutivo como deputado, com 55.484 votos.
Em 2011, foi indicado líder do governo de Sérgio Cabral na Assembleia, e eleito presidente do Conselho de Ética da ALERJ.
Ainda em 2011, foi coautor da lei que prevê isenção da taxa de cartório para moradias populares no Estado do Rio de Janeiro, adquiridos pela CEHAB. Em 2013, preside a Comissão de Constituição e Justiça.
Em 2014, foi sancionada a lei Zequinha, de sua autoria, que dispõe sobre a organização e funcionamento das cantinas escolares na rede pública de ensino fluminense.
Ainda em 2014, foi reeleito deputado estadual com 81.364 votos, e recebeu o Prêmio Rio + Empreendedor, concedido pela Lide Rio e pela Agência Rio Negócios.
No dia 20 de fevereiro de 2017, votou favoravelmente ao projeto de lei 2245/2017, que autoriza o Poder Executivo a vender ações da CEDAE como contrapartida para viabilizar um empréstimo de 3,5 bilhões de reais da União para a recuperação econômica do Rio de Janeiro. A medida, conhecida como privatização da CEDAE, sofreu oposição de grupos de servidores públicos.
Em 17 de novembro de 2017, votou pela revogação da prisão dos deputados Jorge Picciani, Paulo Melo e Edson Albertassi, denunciados na Operação Cadeia Velha, acusados de integrar esquema criminoso que contava com a participação de agentes públicos dos poderes Executivo e do Legislativo, inclusive do Tribunal de Contas, e de grandes empresários da construção civil e do setor de transporte.
Nas eleições de 2018, André Corrêa foi reeleito deputado estadual para a 12.ª legislatura da ALERJ. Concorreu pelo Democratas (DEM) e obteve 66.881 votos.
Nas eleições de 2022, André Corrêa foi reeleito para seu 7.° mandato consecutivo como deputado estadual, para a 13.ª legislatura da ALERJ. Concorreu pelo Progressistas (PP) e obteve 52.352 votos.
Em fevereiro de 2024, votou a favor da manutenção do mandato da deputada Lucinha, que havia sido afastada do cargo pelo Tribunal de Justiça do estado, acusada de possuir ligações com milicianos.

### Secretário de Estado do Ambiente
Assumiu a secretaria sob o governador Anthony Garotinho em janeiro de 1999. Poucos dias depois, ocorreu um acidente envolvendo um emissário submarino em Ipanema, que levou ao despejo de seis toneladas de esgoto por segundo no mar. Durante sua gestão, foi construído o Piscinão de Ramos, inaugurado em 16 de dezembro de 2001.
Em janeiro de 2015, reassumiu o posto de Secretário de Estado do Ambiente, após aceitar o convite do governador Luiz Fernando Pezão.
Em junho de 2015, Corrêa participou da assinatura do decreto que autorizou a criação dos primeiros Refúgios da Vida Silvestre no estado. Os núcleos de preservação abrangem treze municípios do Médio Paraíba.
Determinou a elaboração do novo projeto para dragagem e urbanização do entorno do Complexo Lagunar da Barra da Tijuca e Jacarepaguá, que incluiu a elaboração do Estudo e Relatório de Impacto Ambiental (EIA-Rima). No entanto, vinte exigências feitas pelo Ministério Público Federal e o arresto de 76 milhões de reais nas contas do Estado, recursos de empréstimo assinado para financiamento das obras nas Lagoas da Barra, fizeram com que houvesse um atraso. Em função desses fatos, o Estado perdeu a oportunidade de realizar a obra de saneamento no Complexo Lagunar da Barra e Jacarepaguá, um dos legados previstos para os Jogos Olímpicos e Paralímpicos Rio 2016.
Em 2016, criou a Universidade do Ambiente, universidade corporativa para os técnicos do Instituto Estadual do Ambiente (INEA). No mesmo ano, criou, numa parceria entre o INEA e a Universidade Federal do Rio de Janeiro (UFRJ), o projeto Olho no Verde, que prevê o monitoramento permanente, via satélite, de uma área de 7 mil metros quadrados, onde estão localizados os principais remanescentes de Mata Atlântica do estado. A ação foi apresentada com o objetivo impedir o desmatamento ilegal. Foi exonerado pelo governador Pezão em novembro de 2016.

### Operação Furna da Onça
No dia 8 de novembro de 2018, André Corrêa foi preso por policiais federais que cumpriam mandado de prisão temporária expedido pelo Tribunal Regional Federal da 2ª Região (TRF-2) no âmbito da Operação Furna da Onça. De acordo com o Ministério Público Federal, o parlamentar recebia mensalmente uma quantia de 100 mil reais para que votasse na Assembleia Legislativa do Estado do Rio de Janeiro (ALERJ) de acordo com os interesses do grupo político comandado pelo ex-governador Sérgio Cabral. A partir do dia 12 de novembro de 2018, o político passou a cumprir prisão preventiva após decisão do TRF-2 que considerou o risco de destruição de provas fundamentais para o prosseguimento das investigações. Outro alvo da operação foi José Antonio Wermelinger Machado, ex-chefe de gabinete e principal operador financeiro de André Corrêa.
De acordo com o Ministério Público Federal (MPF), André Corrêa também tinha influência para nomeações em postos do DETRAN-RJ situados nos municípios fluminenses de Niterói, Nova Iguaçu, Teresópolis, Valença e Vassouras. As nomeações feitas pelo parlamentar eram para chefes de unidades, responsáveis pelas vistorias, e para assistentes. Os funcionários indicados para os postos também atuavam em campanhas políticas do político, garantindo-lhe votações expressivas em suas regiões de influência para nomeações. A disponibilização de cargos, tanto para André Corrêa quanto para outros deputados estaduais, era feita em troca de votos favoráveis na ALERJ aos projetos de interesse do Grupo Facility/Prol, vencedor dos contratos para fornecimento de mão de obra nos postos do DETRAN-RJ, cujo proprietário era o empresário Arthur César Soares na época em que Sérgio Cabral era governador do Rio de Janeiro.
Em junho de 2020, por decisão do Supremo Tribunal Federal, reassumiu o mandato na 12.ª legislatura, declarando-se inocente das acusações sofridas.
Entre os elementos apresentados na denúncia do Ministério Público Federal, estava uma movimentação financeira sem lastro na ordem de trinta e quatro milhões de reais. De acordo com a defesa de Corrêa, o valor foi registrado por engano pelo banco Itaú e estornado no mesmo dia.
Em fevereiro de 2022, a Justiça determinou que o Itaú pagasse uma indenização de 300 mil reais a André Corrêa. A decisão, proferida pelo juiz Arthur Eduardo Magalhães Ferreira, da 1ª Vara Cível da Barra da Tijuca, estabeleceu o pagamento como ressarcimento por danos morais contra o parlamentar.
Em dezembro de 2024, o Tribunal Regional Eleitoral do Rio (TRE) absolveu André Corrêa, por seis votos a um, no caso da Operação Furna da Onça.

## Livro
- Em Defesa da Vida, Charis Editora, Rio de Janeiro, 2004; ISBN 85-87880-05-5